# رامبلر کلاسیک
رامبلر کلاسیک (Rambler Classic) خودرویی است که در سال‌های ۱۹۶۱ تا ۱۹۶۶در ایالات متحده آمریکا، کانادا، آرژانتین، استرالیا، بلژیک، مکزیکو سیتی و مکزیک تولید شده‌است. طراحی آن خودروهای موتور جلو-محور عقب بوده است. 